# Martin Lindblom
Martin Lindblom (1. november 1966 – 23. november 2009) var journalist, bz'er, aktivist og mangeårig redaktør af den venstreorienterede nyhedsportal Modkraft.dk. Efter at have fået konstateret kræft i sommeren 2008 døde han 23. november 2009. 
Han var igennem firserne en del af BZ-bevægelsen i København, og boede blandt andet i den besatte ejendom i Ryesgade. I halvfemserne spillede han en central rolle i den antifascistiske bevægelse. Efter bombeattentatet mod Internationale Socialisters kontor i Søllerødgade, København, i 1992 var Martin Lindblom medstifter af den militante venstreorienterede organisation Antifascistisk Aktion, som han var medlem af frem til 1999.
Han arbejdede som journalist på ugeavisen Socialisten Weekend fra 1998 og frem til avisens lukning i 2001. I 2000 var han medstifter af virksomheden Mediesyndikatet Monsun, hvor han arbejdede og var del af den daglige ledelse frem til kort før sin død.
I 2002 fusionerede Monsun med månedsavisen PåGaden på Nørrebro. Martin Lindblom overtog redaktørjobbet for PåGaden og bestred dette indtil avisens lukning i 2007. Udover selv at være aktiv journalist og redaktør, var Martin Lindblom til sin død kritisk over for mainstream-mediernes tilgang til politikere og erhvervsliv.'.
Han var redaktør for Modkraft.dk fra 2004 og frem til sin død.
Martin Lindbloms fætter, Jakob Lindblom, er et andet kendt ansigt på venstrefløjen. Han er blandt andet kampagnekoordinator for Folkebevægelsen mod EU.